# Saison 5 de Miss Marple
Chronologie
Saison 4 Saison 6
Cet article présente les quatre épisodes de la cinquième saison de la série télévisée Miss Marple (Agatha Christie's Marple).

## Distribution
- Julia McKenzie (VF : Régine Blaess) : Miss Marple

## Épisode 1:Le Cheval pâle
- États-Unis : 10 juillet 2011
- Royaume-Uni : 30 août 2010 sur ITV

- Nicholas Parsons (Père Gorman)
- Lynda Baron (Mrs Coppins)
- JJ Feild (Paul Osbourne)
- Jodie Hay (Bertie)
- Jason Merrells (Dr Kerrigan)
- Neil Pearson (Inspecteur Lejeune)
- Jonathan Cake (Mark Easterbrook)
- Nigel Planer (Mr Venables)
- Jenny Galloway (Bella)
- Susan Lynch (Sybil Stamfordis)
- Pauline Collins (Thyrza Grey)
- Tom Ward (Capitaine Cottam)
- Sarah Alexander (Lydia Harsnet)
- Holly Valance (Kanga)
- Amy Manson (Ginger Corrigan)
- Mike Shepherd (Chef de mine)
- Holly Willoughby (Goody Carne)
- Julia Molony (Thomasina Tuckerton)
- Bill Paterson (Bradley)

Un prêtre, ami de Miss Marple, est battu à mort après avoir rendu visite à une femme mourante dans d'étranges conditions. Avant de mourir, le prêtre envoie une lettre à son amie avec une liste de noms. Cherchant vengeance, Miss Marple enquête sur la femme décédée et trouve une note en provenant de l'auberge du Cheval Pâle, puis apprend qu'une autre femme, Mme Hesketh-Dubbois, présente sur la liste du prêtre, est décédée six mois plus tôt. Elle décide de se rendre à l'auberge où un bucher se prépare pour fêter l'exécution de la sorcière. Le soir des festivités, Miss Marple et les autres locataires de l'auberge, présents, font connaissance. Miss Marple est rejointe par Mark Easterbrook, filleul de Mme Hesketh-Dubbois, et demande à Paul Osbourne, voisin de la première victime, de venir identifier le vieux tyrannique Mr Venables qui aurait suivi le prêtre. Mais celui-ci est en fauteuil roulant à la suite d'une maladie (la poliomyélite).
- D'après Le Cheval pâle (1961)
- Le personnage de Miss Marple n'est pas présent dans le roman, remplacée par celui d'Ariadne Oliver (ce dernier apparait dans la série Hercule Poirot interprété par Zoë Wanamaker).

## Épisode 2:Le Secret de Chimneys
- États-Unis : 20 juin 2010
- Royaume-Uni : 27 décembre 2010 sur ITV

- Ian Weichardt (George Lomax jeune)
- Laura O'Toole (Agnes)
- Robert Dunbar (le Comte jeune)
- Edward Fox (Clement Revel, marquis Caterham)
- Mathew Horne (Bill Eversleigh)
- Adam Godley (George Lomax)
- Charlotte Salt (Virginia Revel)
- Jonas Armstrong (Anthony Cade)
- Michelle Collins (Treadwell)
- Anthony Higgins (Comte Ludwig Von Stainach)
- Dervla Kirwan ("Bundle" Revel)
- Ruth Jones (Melle Blenkinsopp)
- Alex Knight (Jaffers)
- Stephen Dillane (Finch)
- Letty Butler (Treadwell jeune)
- Nicci Brighten (Madeleine Revel)

Le député Caterham retrouve un diplomate autrichien, le Comte Ludwig Von Stainach, dans son château de Chimneys pour des négociations pendant un week-end, durant lequel une grande réception aura lieu, et la fille de Caterham, Virginia, qui va bientôt se marier, et Miss Marple, amie de la famille, y sont conviées. Le premier soir, les convives évoquent la dernière soirée au château vingt-trois ans plus tôt qui s'était terminé tragiquement à cause d'un vol de diamant et la disparition de la domestique Agnes. Le Comte demande à son homologue de lui donner le château dans les négociations. Mais au cours de la nuit, le Comte est abattu dans un passage secret du château. Anthony Cade, qui s'est trouvé sur la scène du crime, est suspecté. Miss Marple retrouve sur le corps une partition de musique.
- Cet épisode est très librement inspiré du roman Le Secret de Chimneys (1925).
- Le personnage de Miss Marple n'est pas présent dans le roman, le coupable n'est pas le même et de nombreux éléments de l'intrigue sont modifiés.

## Épisode 3:Le Géranium bleu
- États-Unis : 27 juin 2010
- Royaume-Uni : 29 décembre 2010 sur ITV

- Sharon Small (Mary Pritchard)
- Toby Stephens (George Pritchard)
- Claudie Blakley (Philippa Pritchard)
- Joanna Page (Hester)
- Claire Rushbrook (Caroline)
- Ian East (John, le jardinier)
- Kevin McNally (Détective Somerset)
- Richard Betts (Greffier de la Cour)
- Derek Hutchinson (Concierge)
- Donald Sinden (Sir Henry Clithering)
- Jason Durr (Eddie Seward)
- David Calder (Révérend Dermot)
- Paul Rhys (Lewis Pritchard)
- Patrick Baladi (Jonathan Frayn)
- Caroline Catz (Hazel)
- Benjamin Harcourt (Peter Pritchard)
- Thomas Harcourt (Michael Pritchard)
- Molly Harcourt (Susan Pritchard)
- Rebekah Manning (Susan Carstairs)
- Hugh Ross (Lord Justice Carmichael)

Ayant eu une révélation, Miss Marple rencontre Sir Henry Clithering, ancien commissaire à Scotland Yard, pour lui avouer qu'elle a commis une erreur et lui raconte toute l'affaire de la mort de Mary Pritchard, une femme superstitieuse.
Six mois plus tôt, Miss Marple se rendait dans le village pour voir des amis quand elle fut abordée par le mystérieux Eddie Seward dans le car qui lui parle de la beauté. Arrivée au village, elle rencontra la famille Pritchard au club de golf. La vieille dame ne tarda pas à constater l'ambiance houleuse causée par Mary. Mais le corps d'Eddie fut retrouvé étranglé au bord du golf. La victime, ancien alcoolique, était à la recherche de sa femme portée disparue et Mary qui le connaissait évoqua son passé. Le lendemain, Mary reçut la visite d'une médium qui lui annonçait sa mort. Miss Marple avait compris que quelqu'un se jouait de tout le monde, la médium ayant disparu sans laisser de trace. Le lendemain, Miss Marple avait constaté que l'affaire avait provoqué beaucoup de tensions dans le village. Elle fit part à l'inspecteur qu'Eddie s'était suicidé. 

## Épisode 4:Le miroir se brisa
- États-Unis : 23 mai 2010
- Royaume-Uni : 2 janvier 2011 sur ITV

- Lindsay Duncan (Marina Gregg)
- Gene Goodman (Louis Charles)
- Isabella Parriss (Marie Thérèse)
- Jonny Coyne (Officier français)
- Joanna Lumley (Dolly Bantry)
- Nigel Harman (Jason Rudd)
- Victoria Smurfit (Ella Blunt)
- Brennan Brown (Hailey Preston)
- Caroline Quentin (Heather Badcock)
- Martin Jarvis (Vincent Hogg)
- Hannah Waddingham (Lola Brewster)
- Olivia Darnley (Cherry Baker)
- Michele Dotrice (Mrs Hubbard)
- Charlotte Riley (Margot Bence)
- Don Gallagher (L'homme en livrée)
- Lois Jones (Primrose Dixon)
- Neil Stuke (Dr Haydock)
- Hugh Bonneville (Inspecteur Hewitt)
- Samuel Barnett (Sergent Tiddler)
- Will Young (Casey Croft)
- Anna Andresen (Maisie Cooper)

Le village de St Mary Mead est en ébullition lorsque le réalisateur Jason Rudd vient y tourner son nouveau film avec sa femme Marina Gregg dans le rôle principal. Le couple a acheté la demeure de Dolly Bantry, l'amie de Miss Marple, et une fête est organisée dans la demeure. Mais Miss Marple ne peut s'y rendre car elle se foule la cheville la veille. Les festivités tournent au drame lorsqu'une admiratrice de Marina Cregg, Heather Badcock, est empoisonnée. 
Dolly raconte à Miss Marple, absente au moment des faits, que Marina avait eu un regard immobile pendant que Heather lui parlait. Miss Marple découvre rapidement que le verre empoisonné qu'Heather a bu était destiné à la comédienne.